# Stoke Pero
Stoke Pero är en by i civil parish Luccombe, i distriktet Somerset, i grevskapet Somerset, i England. Byn är belägen 10 km från Minehead. Stoke Pero var en civil parish fram till 1933 när blev den en del av Luccombe. Civil parish hade 34 invånare år 1931. Byn nämndes i Domedagsboken (Domesday Book) år 1086, och kallades då Stoche/Esthoca.